# Viv Albertine
Viviane Katrina Louise Albertine, conosciuta come Viv Albertine (Sydney, 1º dicembre 1954), è una chitarrista e cantautrice britannica, nota per la sua militanza nel gruppo punk The Slits.

## Biografia
La madre di Viv era di origini svizzere e il padre di origini francesi. Nasce in Australia, ma cresce a nord di  Londra dove frequenta le scuole elementari e medie a Muswell Hill e, a diciassette anni, si iscrive alla Scuola d'Arte di Hornsey, dove frequenta un corso base e successivamente si iscrive alla Chelsea School of Art dove frequenta un corso sulla moda e design tessile.
Nel 1976, durante gli studi a Chelsea, collabora alla fondazione del gruppo punk rock Flowers of Romance insieme a Sid Vicious.
Nel 1977 entra nella band The Slits dopo l'abbandono della chitarrista Kate Korus. Nel 1980, durante la sua militanza nei The Slits, contribuisce all'album E Pluribus Unum degli American 49. Nel 1981 appare nell'omonimo album di debutto della band New Age Steppers.
Nel 1982 appare come special guest nell'album Revenge of the Underdog del progetto reggae Singer & Player. Nello stesso anno abbandona il gruppo The Slits.
Nel 2009 inizia ad esibirsi nei locali di Londra presentando nuovo materiale. Nel 2010 partecipa all'album We Were So Turned On: A Tribute to David Bowie con una cover di A Letter to Hermione. Nello stesso anno pubblica il suo primo EP solista Flesh e due singoli natalizi, Home sweet home (At Christmas) e When It Was Nice.
Nota è la sua relazione con Mick Jones, chitarrista del gruppo The Clash; lei stessa ha dichiarato che la canzone Train in Vain è stata scritta dopo la loro separazione da Mick Jones.
La canzone I Don't Believe In Love è stata scritta da Viv Albertine dopo la morte del padre.

## Carriera televisiva e cinematografica
Nel 1982 inizia gli studi di cinematografia a Londra e lavora come regista, specialmente per la televisione, negli anni ottanta e novanta  con la BBC e il British Film Institute.
Nel 1991 scrive e dirige un cortometraggio, Coping with cupid prodotto dal British Film Institute.
Dal 2010 inizia a collaborare con la regista Joanna Hogg:
La prima delle loro collaborazioni sarà la partecipazione di Albertina alla colonna sonora del film della Hogg Archipelago.
Nel 2012 partecipa, questa volta come attrice, al film London Project accanto all'attore Tom Hiddleston. Il film è stato premiato nel 2013 al Festival del film di Locarno e sarà poi pubblicato nel 2014.

## Discografia

### Con The Slits
- 1979 - Cut
- 1981 - Return of the Giant Slits
- 1980 - Bootleg Retrospective
- 1980 - Live at the Gibus Club
- 1980 - Typical Girls - Live in Cincinnati & San Francisco USA

### Con American 49
- 1980 - E Pluribus Unum

### Con New Age Steppers
- 1981 - New Age Steppers

### Con Singer & Player
- 1982 - Revenge of the Underdog

### Solista
- 2010 - Flesh (EP)
- 2012 - The Vermilion Border

### Tribute Album
- 2010 - We Were So Turned On: A Tribute to David Bowie - tributo a David Bowie